# Lyriothemis pachygastra
Lyriothemis pachygastra – gatunek ważki z rodziny ważkowatych (Libellulidae).